# Musée de la vie frontalière
Het Musée de la vie frontalière (museum van het leven aan de grens) is een museum in de gemeente Godewaarsvelde in het Franse Noorderdepartement.
Het betreft een klein museum dat de geschiedenis belicht van de smokkelaars en de douaniers in de omgeving van de Frans-Belgische grens. In het museum vindt men documenten, douaniersuniformen, smokkelaarsgereedschappen, de toog van een café, insignes en zelfs de motorfiets van een beruchte fraudeur. Ook zijn er folkloristische reuzen, namelijk Henri le douanier en zijn trouwe hond Dick le chien.